# Union Cane
Union Cane fue un boxeador ficticio creado por Sylvester Stallone para la película Rocky V de la saga de las películas Rocky. Fue interpretado por Michael Williams en todas sus apariciones. Llegó a ganar el campeonato de los Pesos Pesados, aunque nunca tuvo que pelear para lograrlo. Siempre fue despreciado por la prensa y por el público por no haber combatido nunca una pelea difícil.

## Reputación
Se le conocía como "el campeón de papel", ya que nunca ganó el título en una pelea, y las pocas que peleó fueron demasiado fáciles, básicamente lo mismo que le recriminaron a Tommy Gunn cuando este ganó.

## Carrera como boxeador
Llegó a ganar el Campeonato Mundial de los Pesos Pesados en 1990, al oficialmente retirarse del boxeo Rocky Balboa, después de ganar su pelea en Moscú ante Iván Drago. Su mánager George Washinton Duke manejaba totalmente su carrera: oponentes, resultados, lugares, etc.
En ese mismo año perdió su título en la primera oportunidad de defenderlo, frente al discípulo de Balboa, Tommy "The Machine" Gunn. Se retiró del boxeo en el año 2000, tras ganar un par de buenas peleas y ya no ser tan odiado por el público, como un buen boxeador.
- Datos: Q20645828